# Satyrus eginus
Satyrus eginus är en fjärilsart som beskrevs av Otto Staudinger 1891. Satyrus eginus ingår i släktet Satyrus och familjen praktfjärilar. Inga underarter finns listade.